# Naučná stezka Velkohoštickým zámeckým parkem
Naučná stezka Velkohoštickým zámeckým parkem je krátká lesní stezka v zámeckém parku zámku Velké Hoštice u náhonu Mlynská strouha ve Velkých Hošticích v okrese Opava v Moravskoslezském kraji. Stezka se nachází v geografické oblasti Opavská pahorkatina a je celoročně volně přístupná.

## Další informace
Naučná stezka Velkohoštickým zámeckým parkem má délku necelý 1 km a dle stavu z roku 2021 je nejkratší naučnou stezkou na historickém území Hlučínska. Tématem naučné stezky jsou flora a fauna zámeckého parku, historie Velkých Hoštic a místní krajina. Stezka je dobře značena dřevěnými šipkami na kůlech. U stezky je také umístěné lanové centrum a malý rybník. Stezka byla postavena na základě rozhodnutí zastupitelstva obce z roku 2018 a v následujícím roce postavena.

## Informační panely na naučné stezce
1. Úvodní zastavení – informace o obci Velké Hoštice
2. Park – Krajina mnoha proměn
3. Kdo to zpívá v našem parku?
4. Stromy a keře
5. Rozkvetlý zámecký park
6. Živočichové v parku

## Galerie

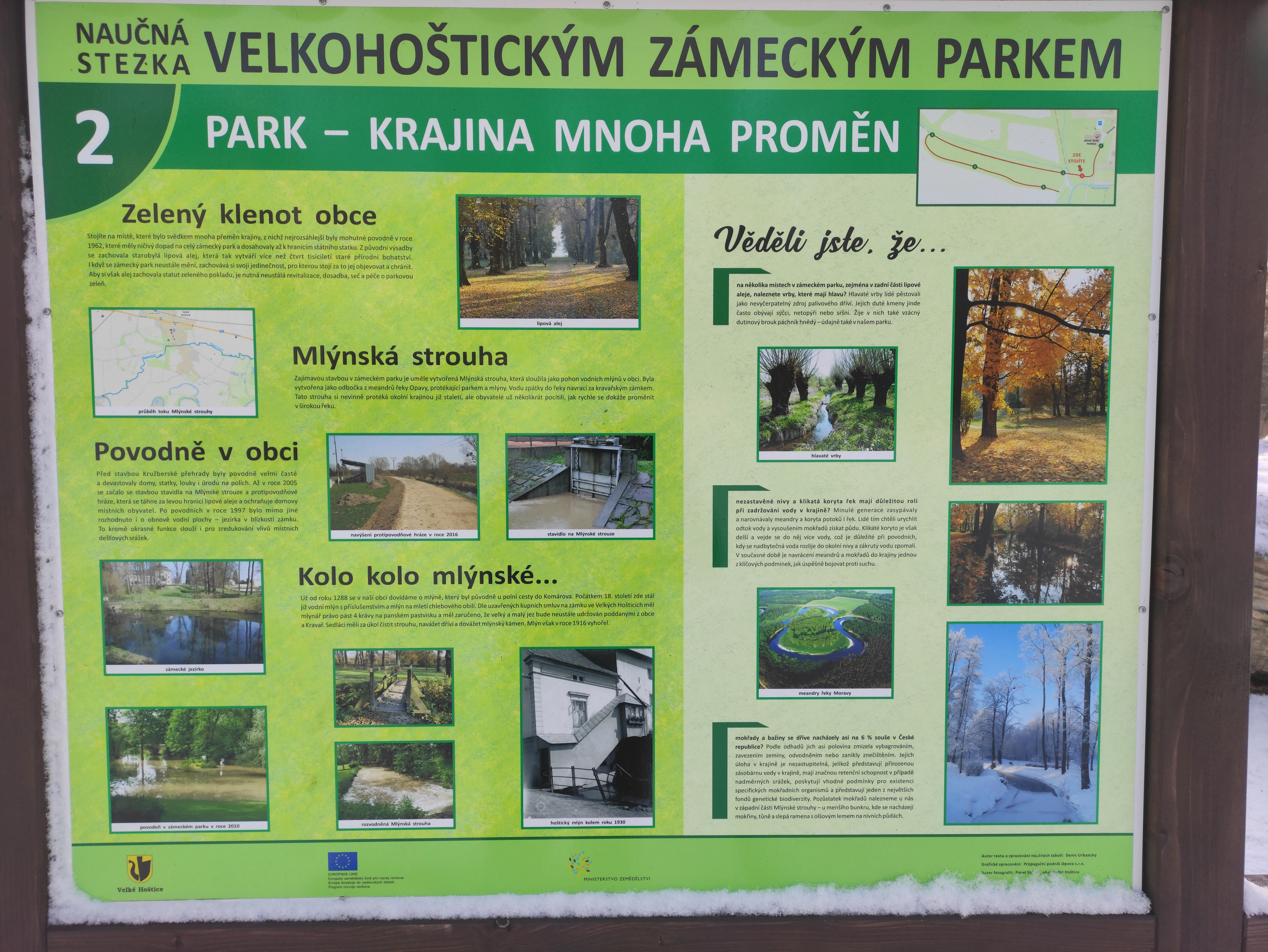
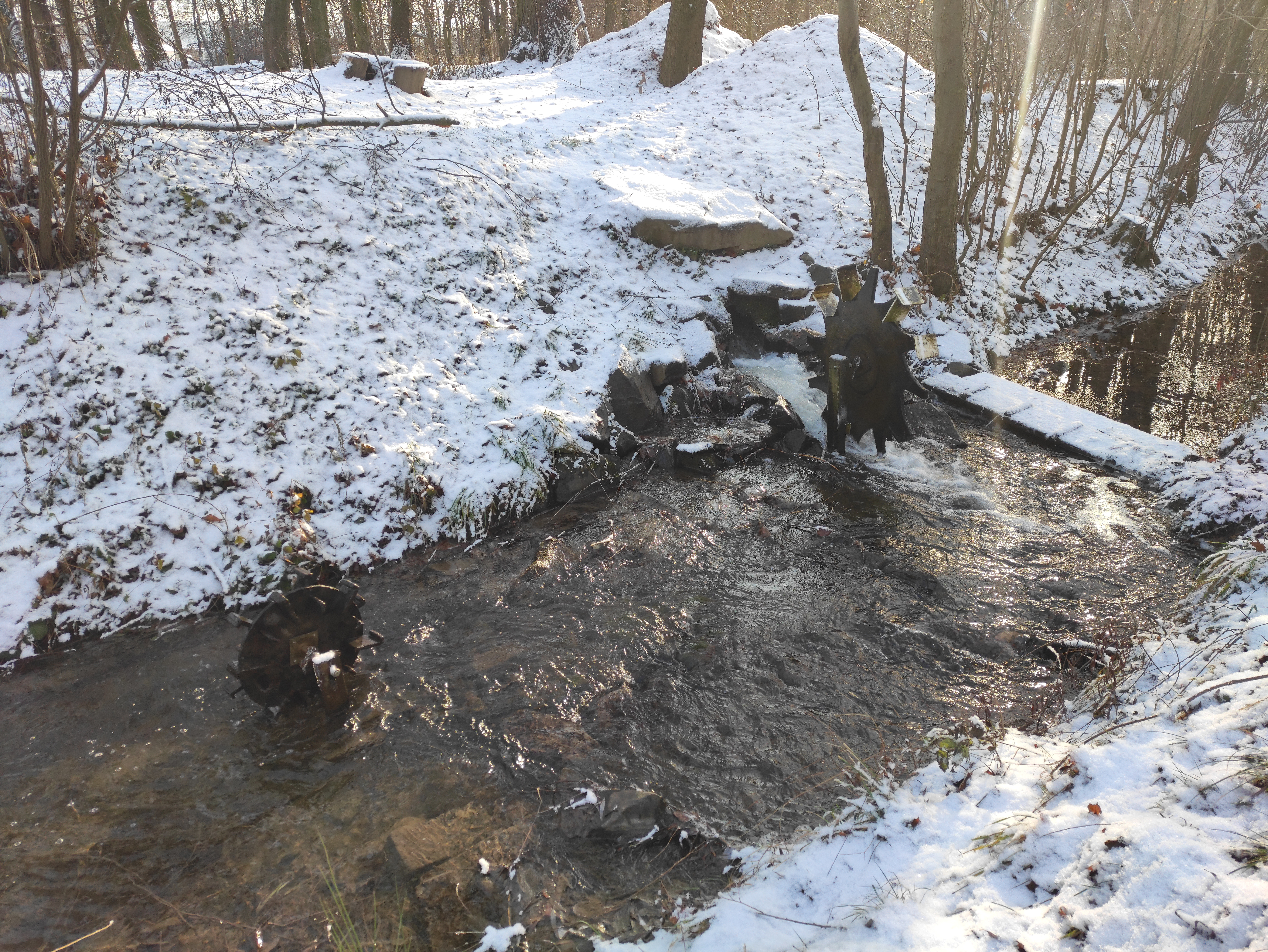
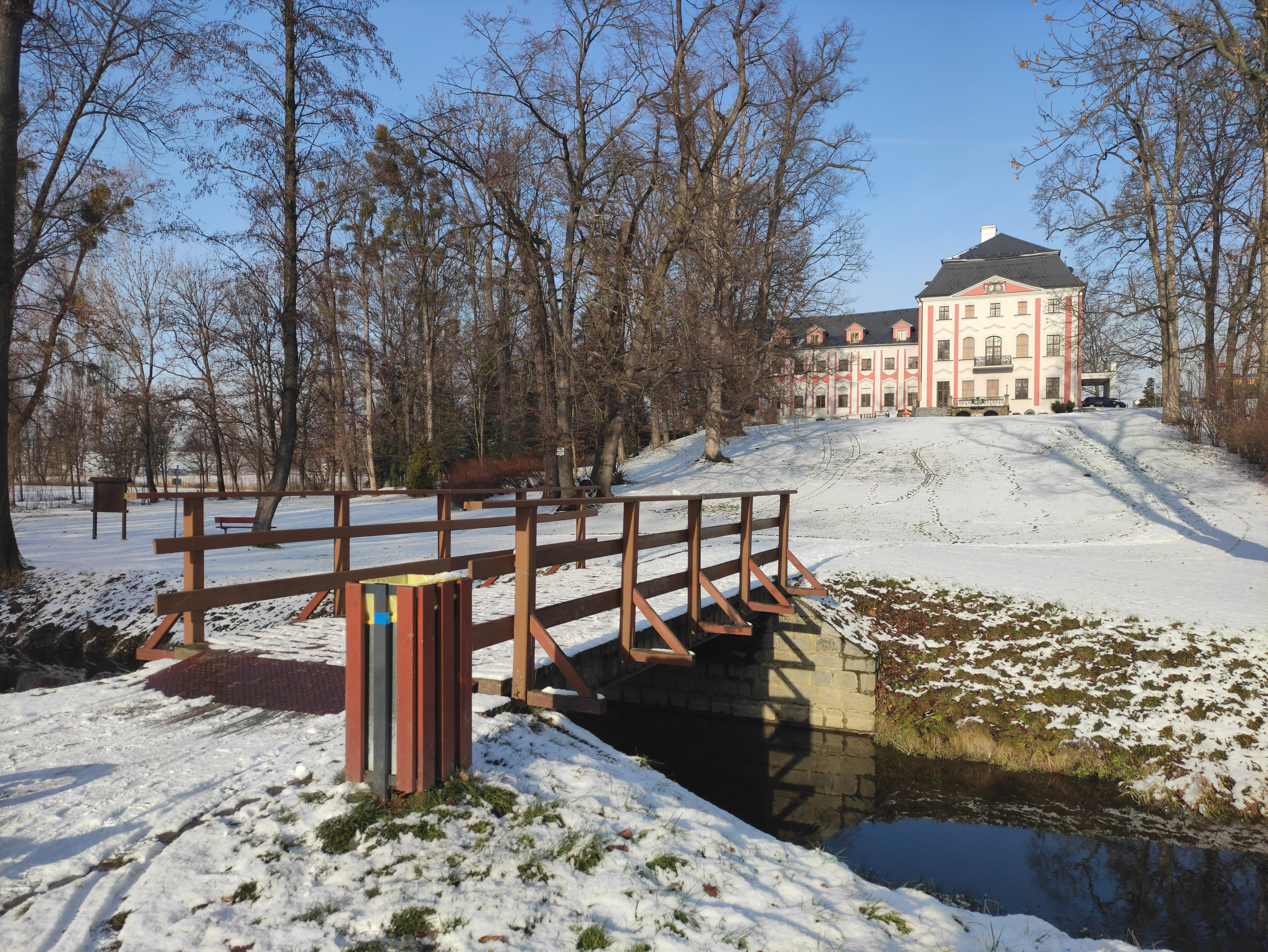
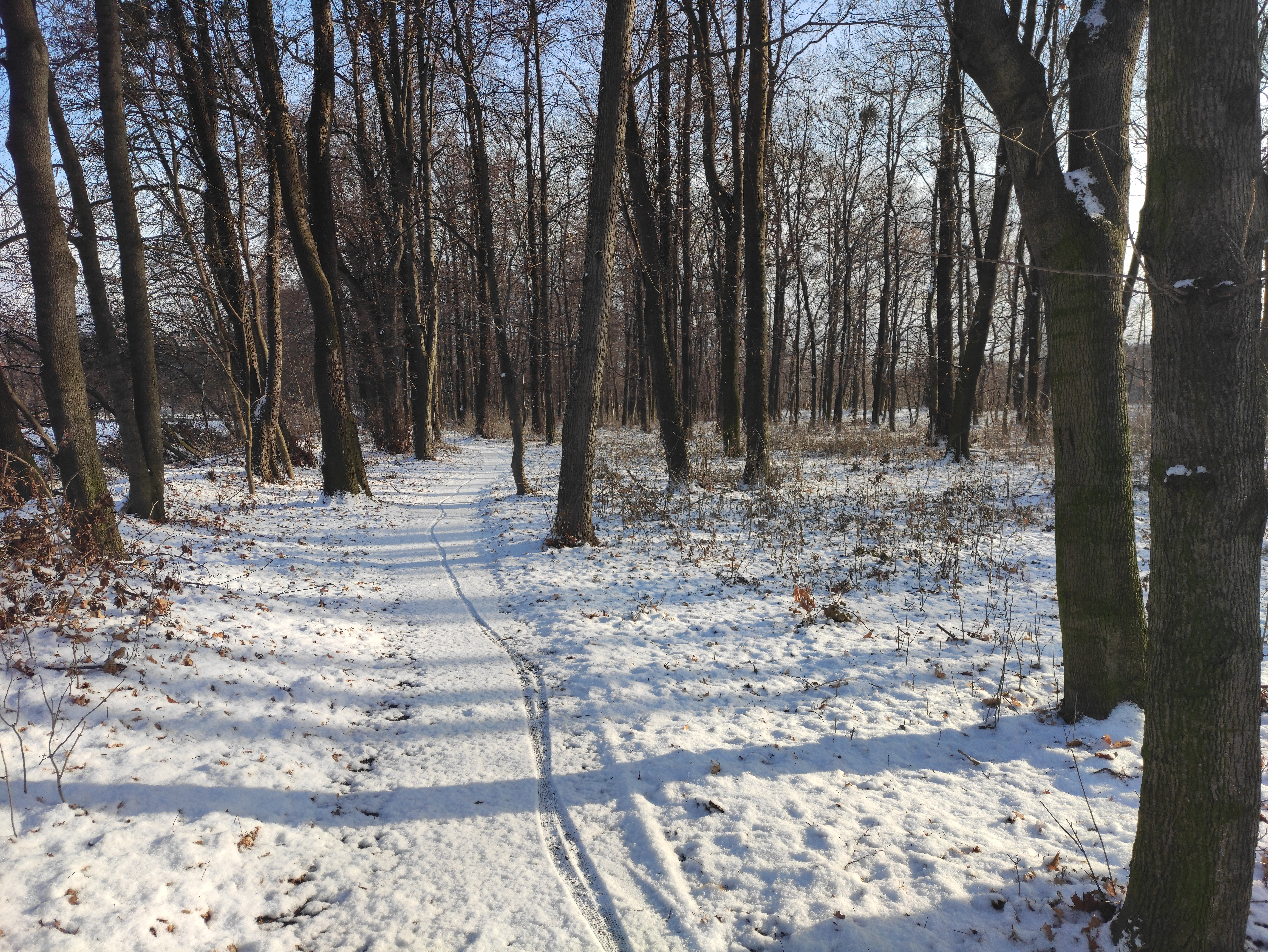
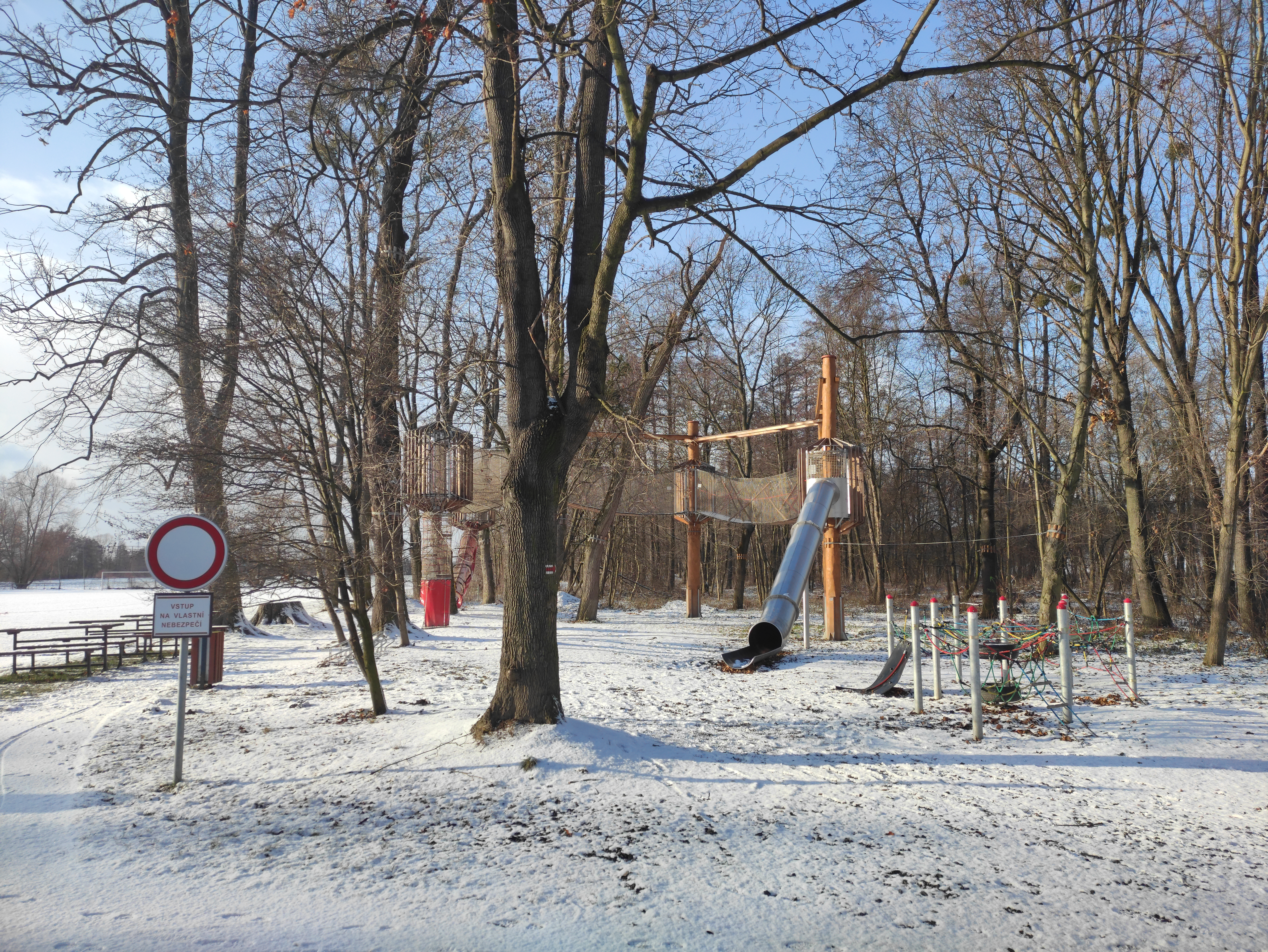